# 道の駅京都新光悦村
道の駅京都新光悦村（みちのえき きょうとしんこうえつむら）は、京都府南丹市園部町曽我谷にある京都府道19号園部平屋線の道の駅である。
駅名となっている「新光悦村」とは、本阿弥光悦の「光悦村」の精神を継承し、京都府が旧園部町内に整備した産業団地「京都新光悦村」にちなんでいる。

## 施設
- 駐車場
  - 普通車：30台
  - 大型車：5台
- トイレ
  - 男：大・小5
  - 女：5
  - 身障者用：2
- 多目的ホール
  - 売店
  - 情報・観光案内所
  - 京都祇園フリアン（喫茶・軽食、平日：9:00 - 17:00・休日：9:00 - 18:00）

ここでは、かき氷の「極上のかき氷（京都丹波黒豆きな粉）」が夏季限定で提供されている。このかき氷は2021年に日本自動車連盟（JAF）会員と『じゃらん』（関西中国四国・九州）読者の投票により実施された「道の駅ひんやりスイーツ総選挙2021」において、近畿地方で最高位の1位、西日本全体で6位となっている。

### 管理団体
- 設置者：南丹市
- 指定管理者：公益財団法人園部町農業公社[9][10]

道の駅京都新光悦村入口
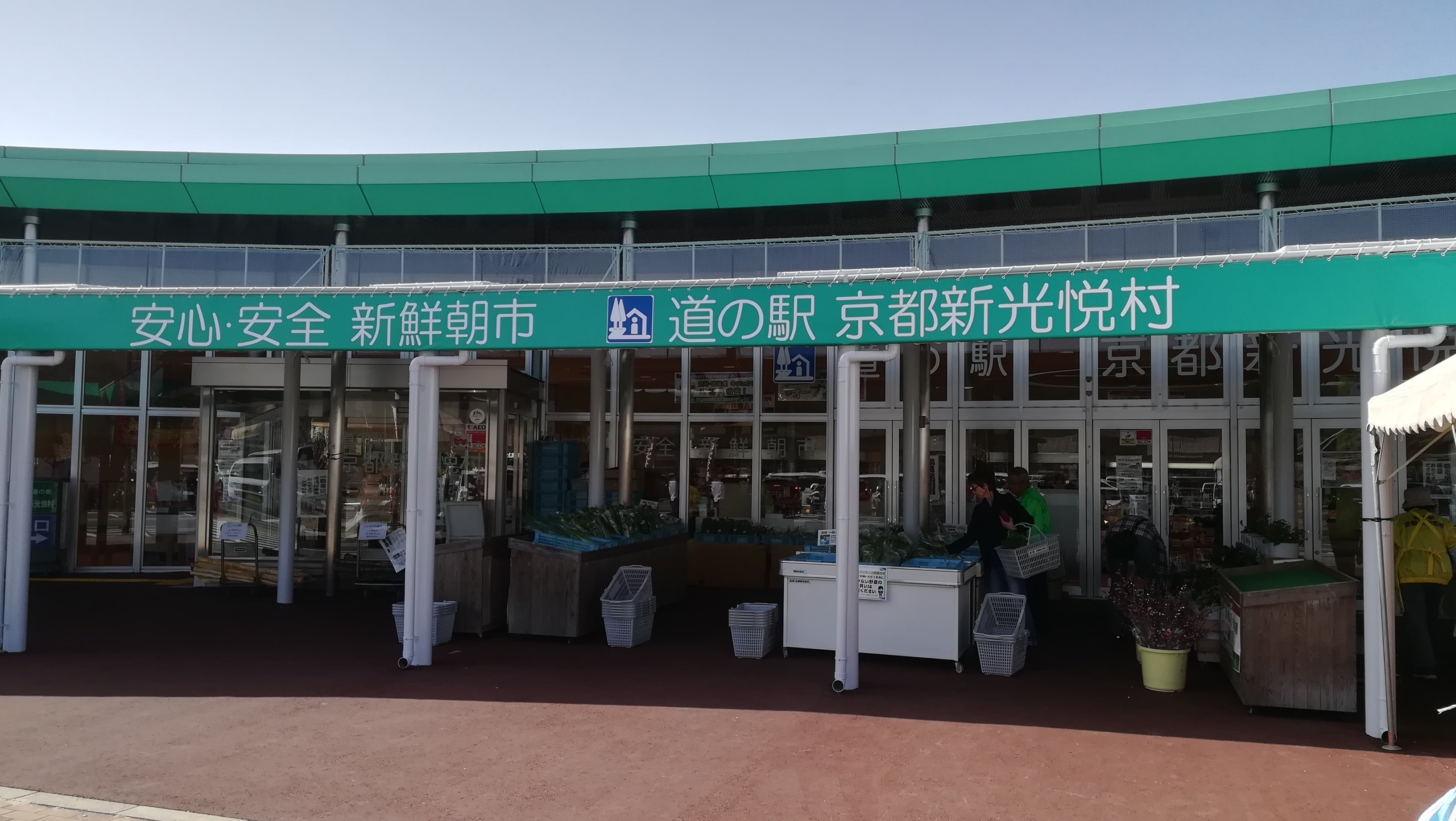
道の駅 京都新光悦村
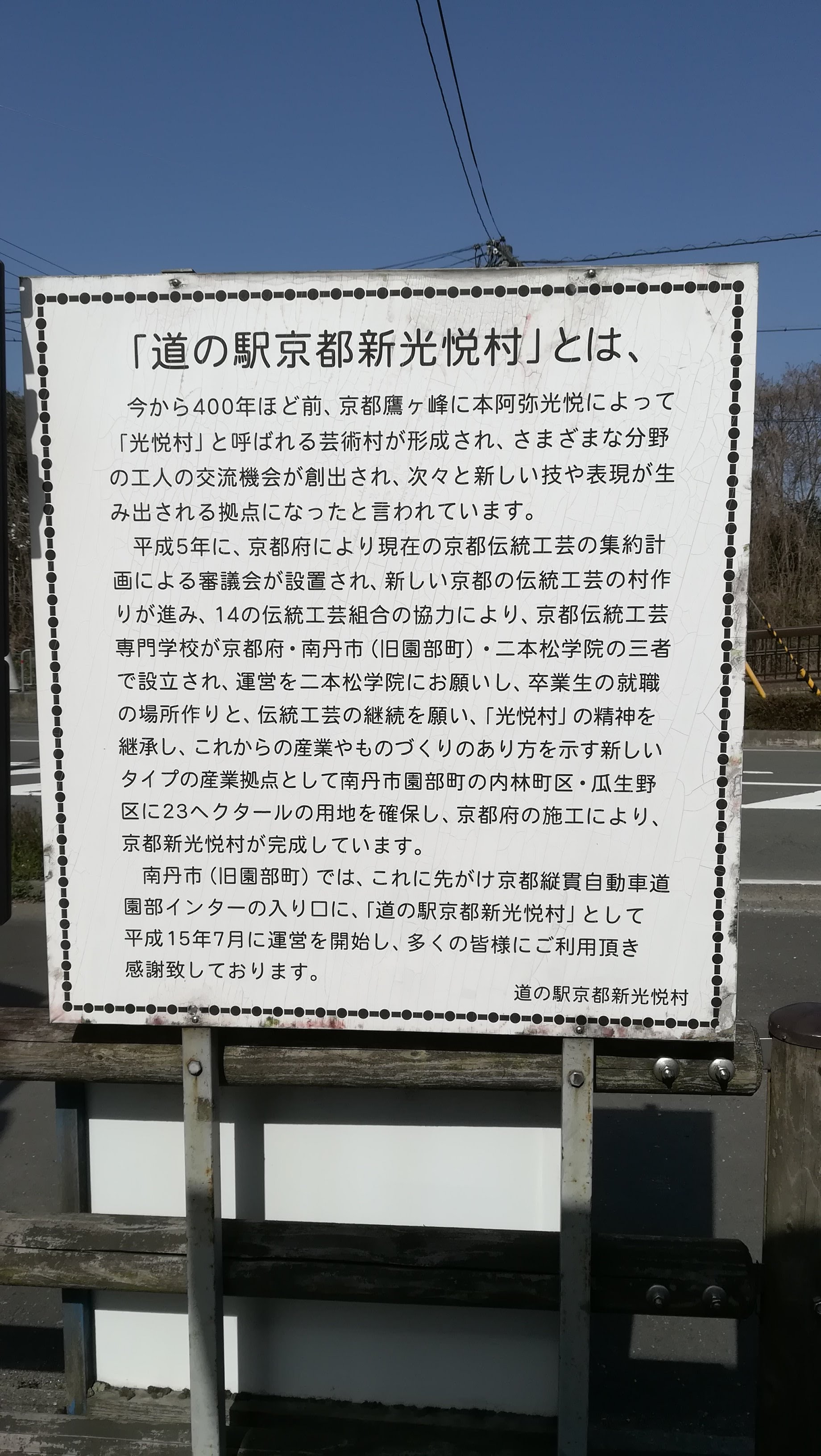
「道の駅京都新光悦村」とは

## 休業日
- 毎週月曜日（祝日の場合は翌日）
- 年末年始（12月31日 - 1月3日）

## アクセス
- 京都府道19号園部平屋線 - 登録路線
- 京都縦貫自動車道 園部IC出入口そば[2][4]

## 周辺
- 西日本旅客鉄道（JR西日本）山陰本線 船岡駅
- 京都府立自然公園・るり渓[4]
- るり渓温泉
- 日吉ダム[4]
- スプリングス日吉